# JPEG XS

JPEG XS

JPEG XS (ISO/IEC 21122) je mezinárodní standard, který specifikuje kompresi pro obrázky i videa lehce a vizuálně bezztrátově s nízkou latencí. Je to první mezinárodní standard, který byl vyvinut s ohledem na energetickou účinnost místo čistě s ohledem na účinnost komprese. Jeho hlavním cílem je využití v oblastech živé produkce, trhu profesionální audiovizuální techniky, her ve virtuální realitě (VR), vysílání, lékařských zobrazování nebo mobilních video aplikací.

## Vlastnosti
Mezi klíčové vlastnosti standardu JPEG XS patří:

###### Vizuálně bezztrátová kvalita
JPEG XS zachovává vysokou kvalitu i po více kompresních cyklech. Typické poměry komprese jsou 1:10 při 4:4:4 i 4:2:2.

###### Vícegenerační robustnost
To znamená nevýrazná ztráta kvality i po 10 cyklech kódování a dekódokvání.

###### Víceplatformové použití
JPEG XS se implementuje na více platformách, a to konkrétně na CPU, FPGA, ASIC a GPU. Ty jsou nejlépe využity při různých mírách paralelismu, protože například vícejádrové CPU používá jeho jiný druh než GPU a FPGA.

###### Nízká složitost (pro hardware i software)
JPEG XS si zakládá na nízké složitosti, což v praxi znamená, že nemá problém se zpracováním 4k 4:4:4 60p na procesoru i7 v reálném čase nebo by implementace FPGA neměly vyžadovat žádnou externí paměť a neměly by zabírat více než 50 % Artix7 XC7A200T nebo 25 % Cyclon5 5CEA9.

## Části[5]
Část 1: Základní kódovací systém: JPEG XS část 1 (ISO/IEC 21122-1) normativně definuje, jak lze komprimovaný codestream transformovat na dekódovaný obraz bitově přesně.
Část 2: Profily a vyrovnávací paměti: JPEG XS část 2 (ISO/IEC 21122-2) zajišťuje interoperabilitu mezi jednotlivými implementacemi díky specifikacím typických parametrů a vlastností codestreamu. To umožňuje různé účely použití jako vysoké kompresní poměry nebo implementace s malým množstvím paměti. Součástí jsou i pokyny jak dosáhnout nízké latence.
Část 3: Transport a kontejner: JPEG XS část 3 (ISO/IEC 21122-3) definuje jak vložit JPEG XS codestream do popisnějšího formátu.
Část 4: Testování shody: JPEG XS část 4 (ISO/IEC 21122-4) definuje testování shody v JPEG XS.
Část 5: Referenční systém: JPEG XS část 5 (ISO/IEC 21122-5) poskytuje referenční systém.